# 国際教養科
国際教養科（こくさいきょうようか）とは、日本の高等学校に設置される学科の一種である。

## 概要
高等学校設置基準第5条第2号と第6条第2項で「国際関係に関する学科」と定義されているものに該当する。設置目的は概ね「国際的に活躍できる人材を養成するため」「国際的に通用する教養を涵養し、国際的な見地をもつための教育を行うため」とされている。
普通科と比較して、専門教科の英語を中心とする語学教育や異文化理解に関する教育が強化され、ドイツ語・フランス語・中国語・韓国語などから選択する第二外国語、学校設定教科による国際理解教育、留学などを教育過程に組み込む事例もあり、帰国生徒や留学生を受け入れる。
卒後は上級校の外国語学部や国際関係学部などへ進学する者が多くみられる。

## 国際教養科を設置する高等学校
国際教養科を設置する高等学校を以下に挙げる。かつて設置していた学校を含む。
- 北海道千歳高等学校
- 千葉県立松戸国際高等学校 - 1994年（平成6年）設置[1]
- 千葉県立成田国際高等学校 - 1992年設置[1]、2006年英語科と統合し国際科へ改編
- 千葉県立東金高等学校 - 1996年設置[1]
- 千葉県立松戸国際高等学校 - 1994年設置[1]
- 千葉市立稲毛高等学校 - 1990年設置
- 新潟県立新潟商業高等学校 - 1996年設置[1]
- 新潟県立三条商業高等学校 - 1995年設置[1]
- 新潟県立柏崎商業高等学校 - 1995年設置[1]、2004年閉校
- 富山県立志貴野高等学校
- 山梨県立石和高等学校 - 1999年設置、2012年閉校
- 長野県飯田風越高等学校 - 2002年設置
- 長野県長野西高等学校 - 1999年設置[1]
- 長野県上田染谷丘高等学校[1]
- 愛知県立千種高等学校 - 1985年（昭和60年）設置
- 愛知県立尾北高等学校
- 愛知県立御津高等学校
- 名古屋国際中学校・高等学校- 1994年設置
- 光ヶ丘女子高等学校（愛知県・私立） - 2008年設置
- 三重県立松阪商業高等学校
- 奈良県立法隆寺国際高等学校 - 2005年設置
- 徳島県立鳴門第一高等学校 - 1993年設置、[1]2003年総合学科へ改編
- 福岡市立福岡女子高等学校 - 1994年設置
- 熊本県立球磨商業高等学校
- 鹿児島県立鹿児島東高等学校 - 1986年設置[1]

大阪府立高校の国際教養科は、箕面がグローバル科のほかは全て国際文化科へそれぞれ改編されて「LETS（レッツ）」と愛称されている。
- 大阪府立千里高等学校 - 1990年設置、2005年国際文化科へ改編
- 大阪府立住吉高等学校 - 1990年設置、2005年国際文化科へ改編
- 大阪府立佐野高等学校 - 1991年設置、2021年（令和3年）国際文化科へ改編
- 大阪府立旭高等学校 - 1992年設置、2021年国際文化科へ改編
- 大阪府立泉北高等学校 - 1992年設置、2005年国際文化科へ改編
- 大阪府立長野高等学校 - 1992年設置、2021年国際文化科へ改編
- 大阪府立花園高等学校 - 1992年設置、2021年国際文化科へ改編
- 大阪府立枚方高等学校 - 1992年設置、2021年国際文化科へ改編
- 大阪府立箕面高等学校 - 1992年設置、2016年グローバル科へ改編